# Aero Spacelines Super Guppy
Aero Spacelines Super Guppy — великий широкофюзеляжний вантажний літак, який використовується для перевезення негабаритних вантажних компонентів. Він став наступником Pregnant Guppy, першого з літаків типу Guppy виробництва компанії Aero Spacelines. Було збудовано п'ять літаків в двох варіантах, з яких, станом на 2022 рік, в активному стані залишився один літак.
Super Guppy є єдиним у світі літаком, який може транспортувати S-IVB, третю ступінь ракети Saturn V. Він перевозив цей вантаж кілька разів під час програми Аполлон.

## Дизайн і розробка

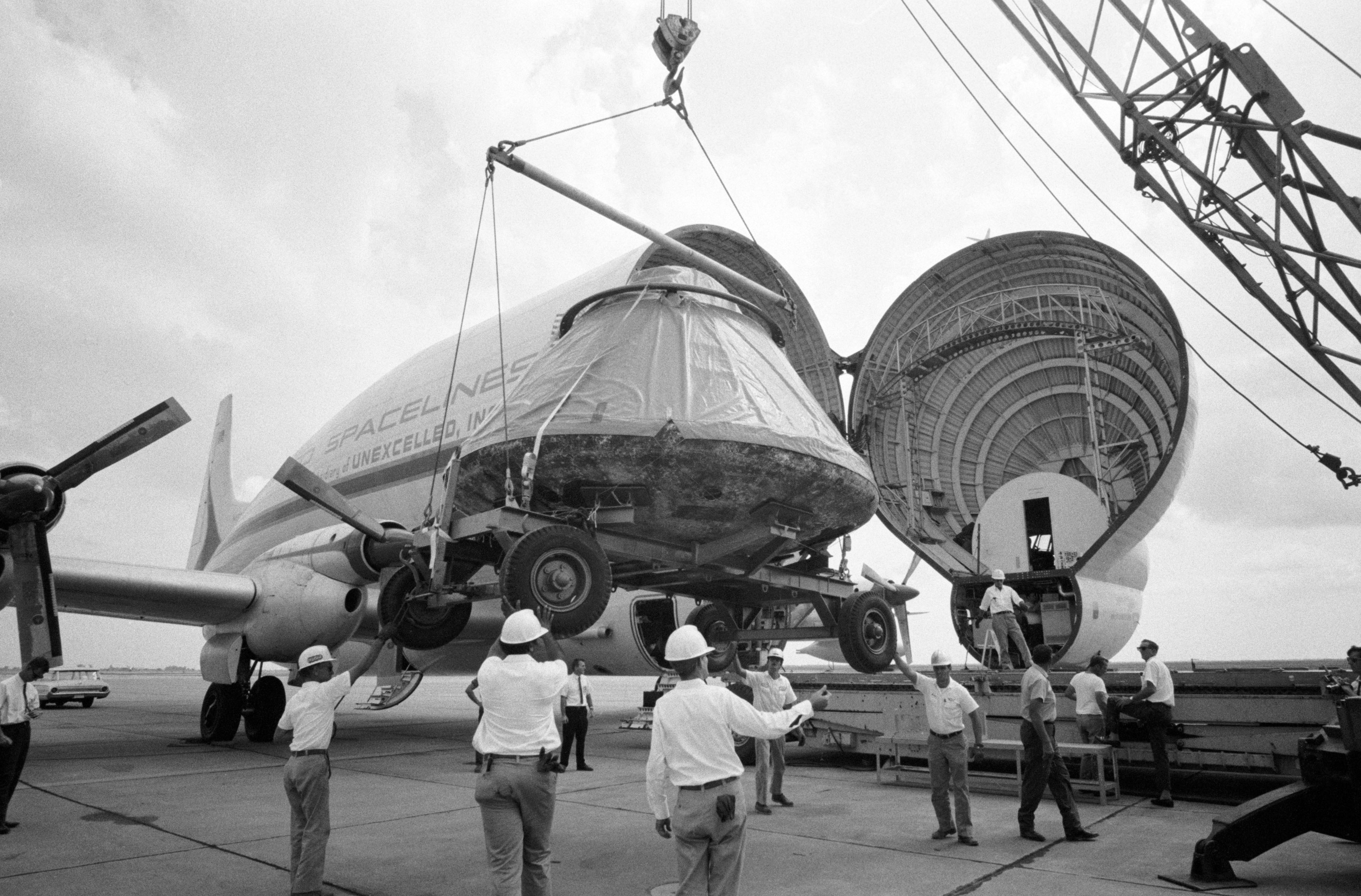
Командний модуль Columbia завантажується на борт Super Guppy на авіабазі Еллінгтон.

Перший Super Guppy побудований у 1965 році на базі фюзеляжу C-97J Turbo Stratocruiser, військової версії пасажирського літака Boeing 377 Stratocruiser 1950-х років. Фюзеляж був подовжений до 43 м завдовжки і роздутий до максимального внутрішнього діаметра 7,6 м. Довжина вантажного відсіку становила 28,8 м.
На додаток до модифікацій фюзеляжу, Super Guppy використовував турбогвинтові двигуни Pratt & Whitney T-34-P-7WA для збільшення потужності та дальності, та модифікував поверхні крила та хвоста . Він міг перевозити вантаж вагою 24 т і досягав швидкість 300 миля/год (480 км/год) .

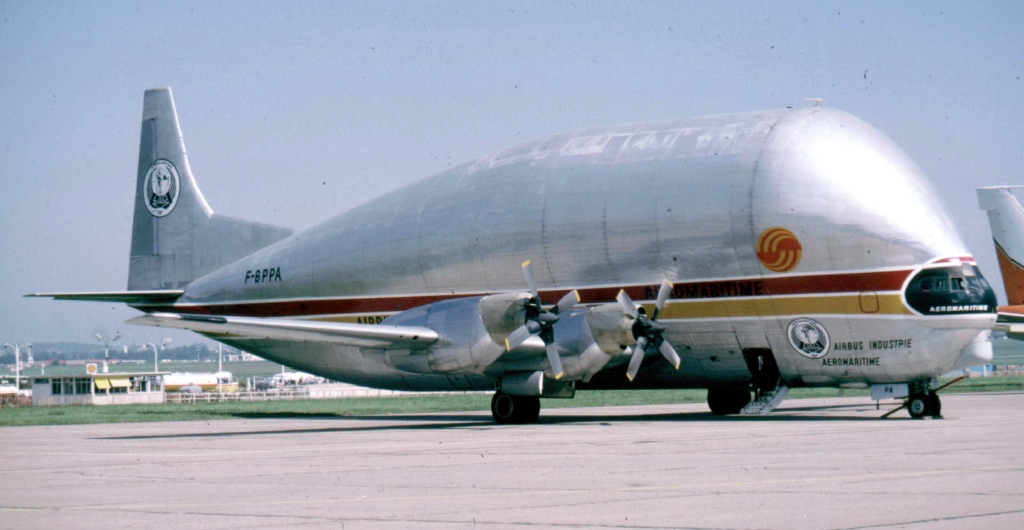
Турбіна Super Guppy F-BPPA в аеропорті Париж-Ле-Бурже в 1981 році

Друга версія була офіційно відома як Super Guppy Turbine (SGT), хоча в ній використовувалися турбогвинтові двигуни, як і в першого Super Guppy. У цьому варіанті використовувалися турбогвинтові двигуни Allison 501-D22C. На відміну від попереднього Guppy, основна частина його фюзеляжу була побудована з нуля. Побудувавши з нуля, Aero Spacelines змогла розширити підлогу вантажного відсіку з 2,8 до 4 м. Загальна довжина вантажного відсіку була збільшена до 34 м, а покращений фюзеляж і двигуни дозволяли витримувати максимальне навантаження 23,8 т. Ці вдосконалення конструкції в поєднанні з герметичною кабіною екіпажу, яка дозволяла здійснювати крейсерські рейси на більшій висоті, дозволили SGT перевозити більше вантажів, ніж його попередник.
SGT зберіг тільки кабіну, крила, хвіст і основне шасі 377-го Боїнга. Носова шестерня була взята з Boeing 707 і повернута на 180 градусів. Це злегка опустило передню частину літака, вирівнявши підлогу вантажного відсіку та спростивши операції завантаження.
На початку 1970-х років два Super Guppy Turbines використовувалися Airbus для транспортування деталей літака з децентралізованих виробничих потужностей до заводу остаточної збірки в Тулузі. У 1982 і 1983 роках два Super Guppy Turbines були побудовані компанією Union de Transports Aériens у Франції після того, як Airbus придбав право на виробництво літака. Згодом чотири Super Guppies були замінені Airbus Beluga, здатним перевозити вдвічі більше вантажу за вагою.

## Варіанти
- Aero Spacelines B-377-SG Super Guppy, прототип значно збільшеної версії Guppy з використанням компонентів C-97J, що оснащений чотирма турбогвинтовими двигунами Pratt & Whitney T-34-P-7WA.
- Aero Spacelines B-377-SGT Super Guppy Turbine (Guppy 201), виробнича версія, що працюла на турбогвинтових двигунах Allison 501-D22C, з використанням збільшеної вантажної частини, створеної з нуля, замість того, щоб бути перетвореною з оригінальних компонентів C-97J.

## Літаки

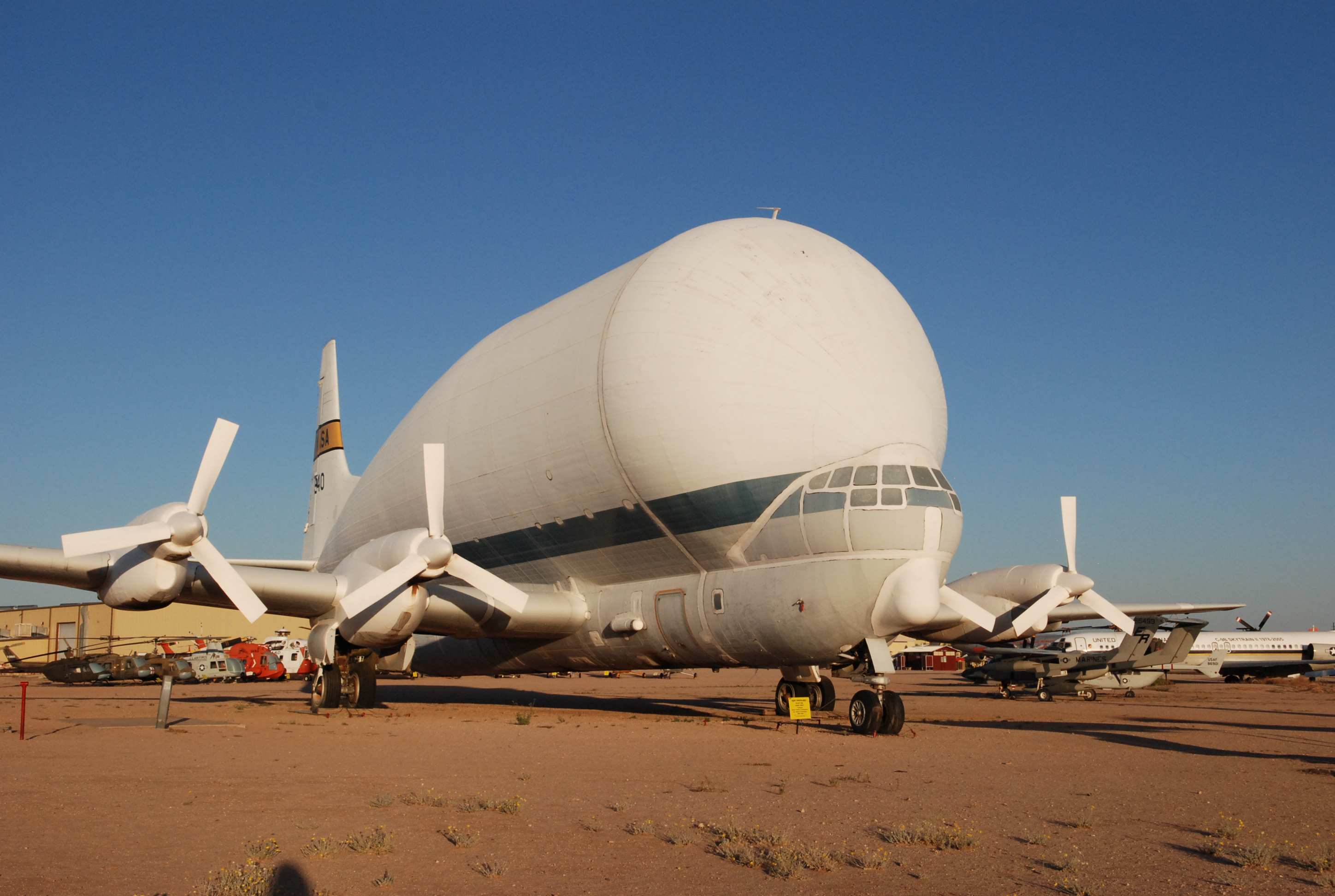
Супер Гуппі на виставці в Музеї авіації та космонавтики Піми

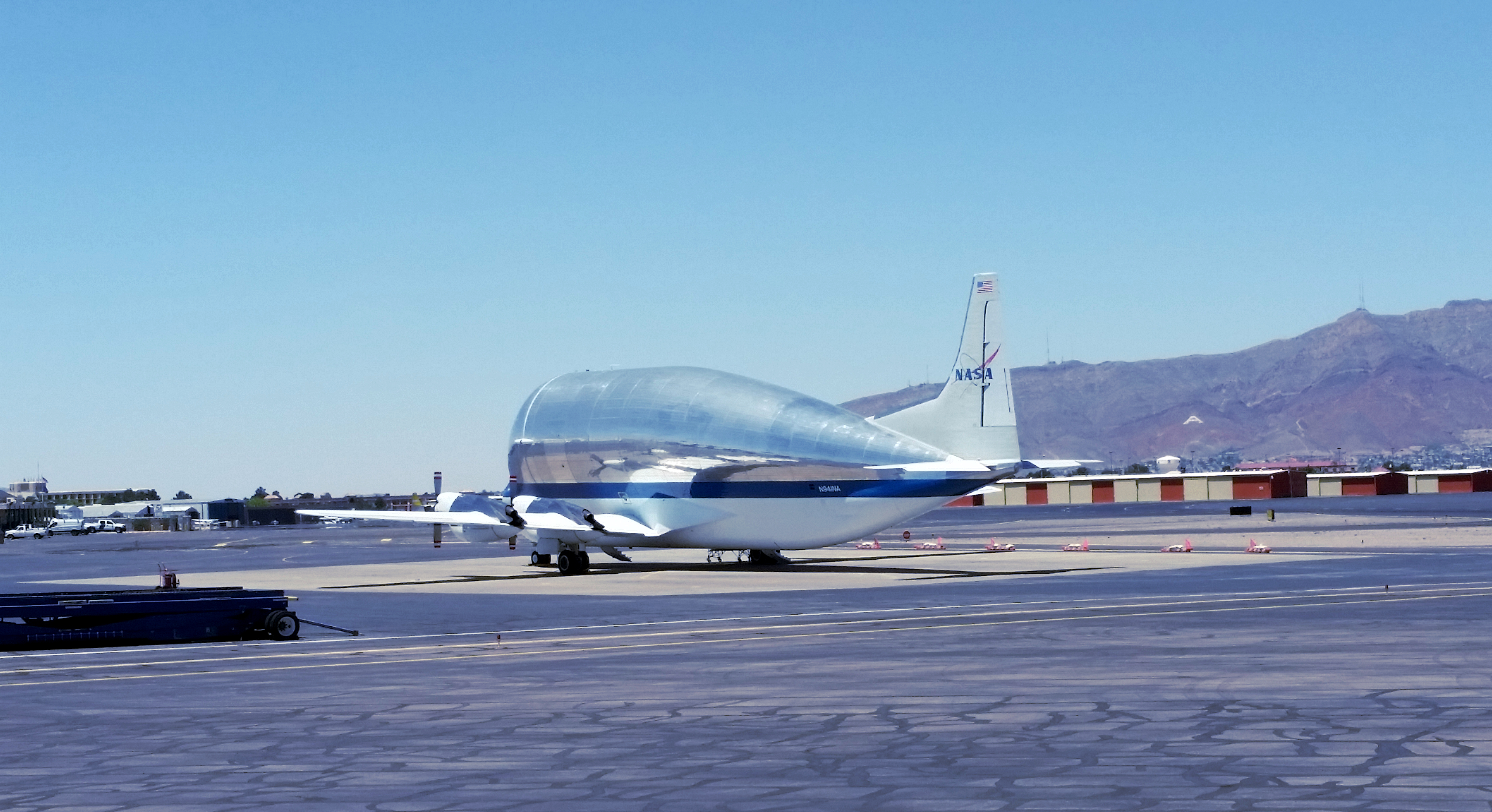
NASA Super Guppy N941NA на своїй базі в Ель-Пасо

Один Super Guppy залишається на озброєнні NASA. Три експонуються, одна знищена.
- Super Guppy N940NS (раніше N1038V), серійний номер 52–2693, експонується в Музеї авіації і космонавтики Піми, що прилягає до бази ВПС Девіс-Монтан в Тусоні, штат Аризона, США.[7]
- Super Guppy Turbine F-BTGV (раніше N211AS), серійний номер 0001, була на статичній експозиції в колишньому Британському центрі авіаційної спадщини на аеродромі Брантінгторп, Велика Британія. Літак розібраний на брухт у грудні 2020 року, лише кабіна експонується в Музеї авіації Південного Уельсу.[8]
- Super Guppy Turbine F-BPPA (раніше N212AS), серійний номер 0002, виставлений на статичну експозицію в Музеї Aeroscopia поблизу заводу Airbus в аеропорту Тулуза-Бланяк, Франція.[9]
- Super Guppy Turbine F-GDSG, серійний номер 0003, знаходиться на статичній експозиції на заводі Airbus в аеропорті Гамбург Фінкенвердер, Німеччина.[10]
- Super Guppy Turbine N941NA (раніше F-GEAI), серійний номер 0004, все ще перебуває на озброєнні NASA як транспортний літак і базується в Ель-Пасо, штат Техас, США.

## Оператори

### Поточний
- НАСА

### Колишні
- Aero Spacelines
- Aeromaritime
- Airbus

## Технічні характеристики (Super Guppy Turbine)
Загальні характеристики
- Екіпаж: 4
- Довжина: 43,84 м
- Розмах крил: 47,63 м
- Висота: 14,78 м

Орфографічна схема 377-SGT

- Розміри вантажного відсіку: 33,83 м × 7,62 м × 7,62 м
- Площа крила: 182,6 м²
- Аеродинамічний профіль: несуча поверхня:Boeing 117 (22 %); поверхня обтікання: Boeing 117 (9 %)
- Вага: 46 040 кг
- Корисне навантаження: 24 721 кг
- Максимальна злітна вага: 77 111 кг
- Силова установка: 4 турбогвинтових двигуна Allison 501-D22C по 4680 к.с. (3490 кВт) кожен
- Пропелери: 4-лопатеві гвинти з постійною швидкістю, повністю оперовані

Продуктивність
- Максимальна швидкість: 460 км/год
- Крейсерська швидкість: 410 км/год на висоті 6 096 м
- Дальність: 3211 км
- Сертифікована стеля: 7 600 м
- Навантаження на крило: 422 кг/м²
- Енергоозброєність: 0,18 кВт/кг